# Геринг, Геннадий Иванович
Генна́дий Ива́нович Ге́ринг (3 марта 1947, с. Алексеевка, Марьяновский район, Омская область) — бывший ректор Омского государственного университета им. Ф. М. Достоевского, доктор физико-математических наук, профессор.

## Биография
В 1971 году окончил Томский политехнический институт по специальности «автоматика и электроника».
- В 1972—1975 годах — аспирант Томского политехнического института,
- C 1975 года — на преподавательской и административной работе.
- С 1981 года работает в Омском государственном университете.
- В 1983—1988 годах — декан физического факультета ОмГУ.
- В 1992—1996 годах — проректор по научной работе.
- В 1996—2009 годах — ректор ОмГУ.
- С 2009 года — заведующий кафедрой медицинской физики ОмГУ.

Депутат Законодательного собрания Омской области. Действительный член МАН ВШ, председатель комитета по образованию, науке, культуре и молодёжной политике Законодательного собрания Омской области, председатель Омского совета ректоров. Заместитель председателя российского отделения международного редакционного совета журнала «Личность. Культура. Общество».
Награждён Медалью «За заслуги в проведении Всероссийской переписи населения» (Указ Президента РФ от 14.10.2002).